# Theridion jordanense
Espèce
Synonymes
- Theridion jordanensis Levy & Amitai, 1982
- Theridion egyptium Fawzy & El Erksousy, 2002

Theridion jordanense est une espèce d'araignées aranéomorphes de la famille des Theridiidae.

## Distribution
Cette espèce se rencontre en Égypte, en Israël et en Syrie.

## Description
Les mâles mesurent de 2,4 à 2,6 mm et les femelles de 2,6 à 2,9 mm.

## Étymologie
Son nom d'espèce, composé de jordan et du suffixe latin -ense, « qui vit dans, qui habite », lui a été donné en référence au lieu de sa découverte, la vallée du rift du Jourdain.

## Publication originale
- Levy & Amitai, 1982 : The comb-footed spider genera Theridion, Achaearanea and Anelosimus of Israel (Araneae: Theridiidae). Journal of Zoology, vol. 196, no 1, p. 81-131.